# Kruger-ház

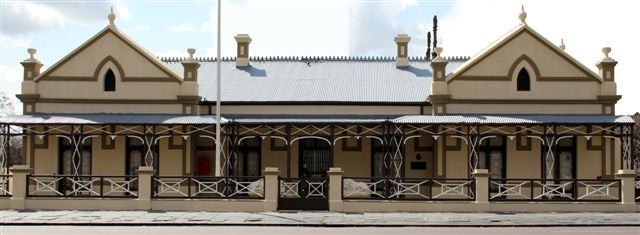
A Kruger-ház utcai homlokzata

Paul Kruger háza más néven a Kruger-ház, a néhai búr elnök, Paul Kruger pretoriai otthona ma a Dél-afrikai Köztársaság egyik jelentős történelmi emlékét képezi. A ház 1884-ben épült Tom Claridge tervei alapján, Charles Clark építész segítségével. Érdekesség, hogy az építők ötlete alapján a gyenge minőségű cementet nem vízzel hígították, hanem tejjel. Ennek köszönhetően erősebb szerkezetet és falakat kaptak. 

## Leírása

### A ház
A Kruger-ház egyik igen nagy jellegzetessége, hogy a kor viszonyaihoz képest igen modern volt. Az egyik első olyan ház volt Pretoriában ahová áramot vezettek be. 
A bejáratnál található két kőoroszlán Barney Barnato, brit iparmágnás 1896-os ajándéka volt a búr elnök számára. A házban számos olyan ajándék és személyes tárgy találhat amely a kor valamely híres személyéhez köthető. A ház berendezése szintén nagy értékű, ugyanis remekül mutatja be a 19. század végi divatot. 
A házban 1932-ben múzeumot rendeztek be, amely ma is látogatható.

### Az elnöki vagon
Dél-Afrika legtöbb vasútvonalának és mozdonyának karbantartója a holland Dél-afrikai Vasúttársaság volt. A társaság 1894. január 2-án két luxusvagont rendelt Hollandiából, egyet az elnök Kruger részére, míg egy másikat a vasúttársaság igazgatóságának számára. 
Az elnök mindössze hat évig használta a magánvagont legtöbbször hivatalos látogatások, és politikai szerepvállalások esetén. A második búr háború alatt gyakran utazott benne a Natal Köztársaság területére, illetve Oranje Szabadállam fővárosába, Bloemfonteinbe. Kruger utoljára akkor használta a vagont, amikor 1900-ban Európába menekült benne.
Ma a vagon a ház közelében található, és szintén múzeumként látogatható.

## Galéria

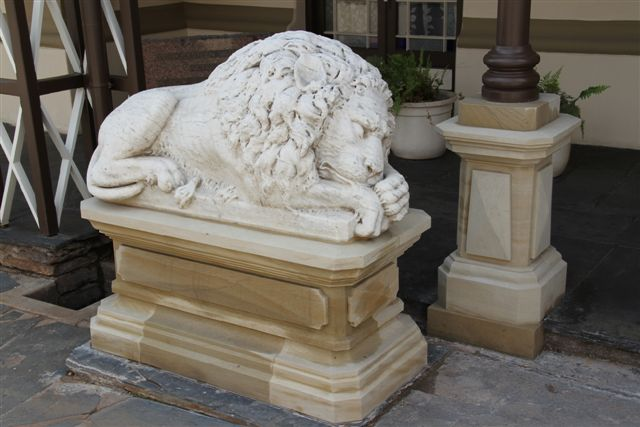
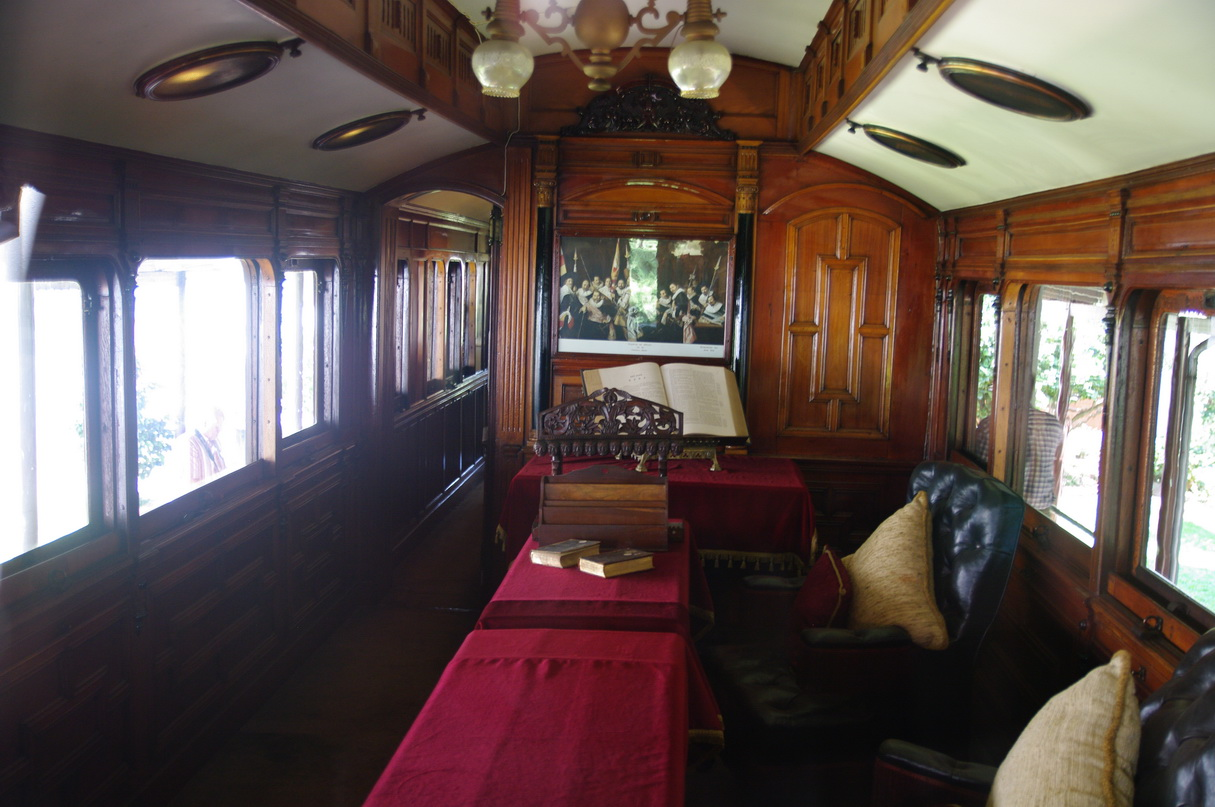
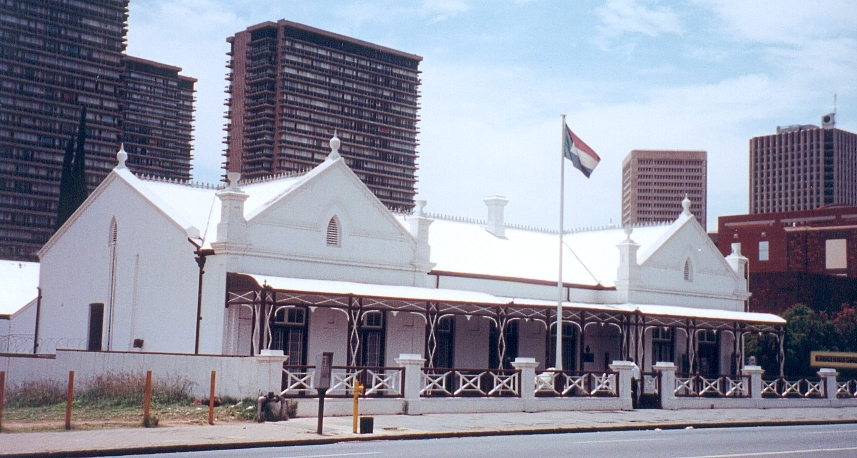
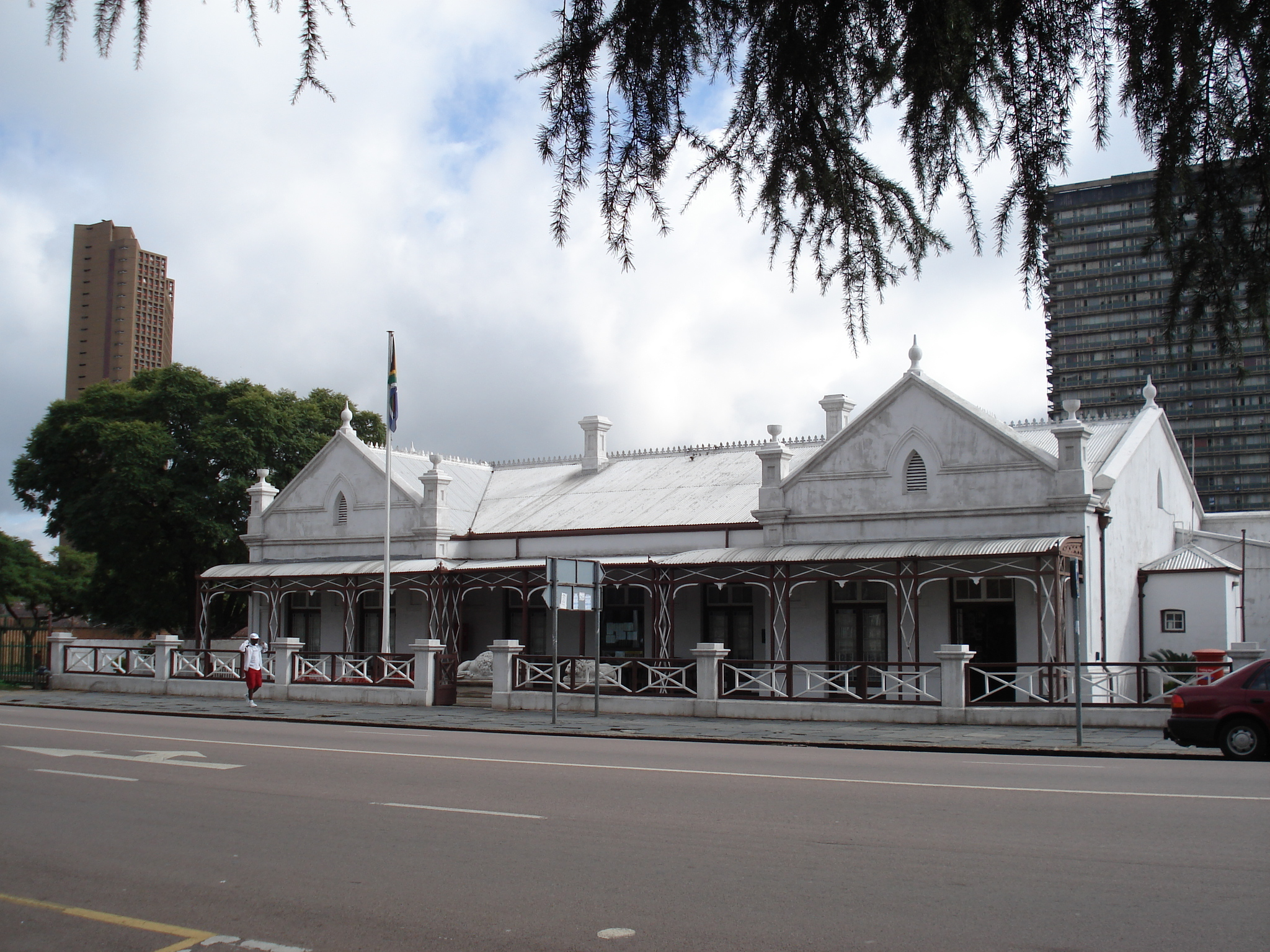
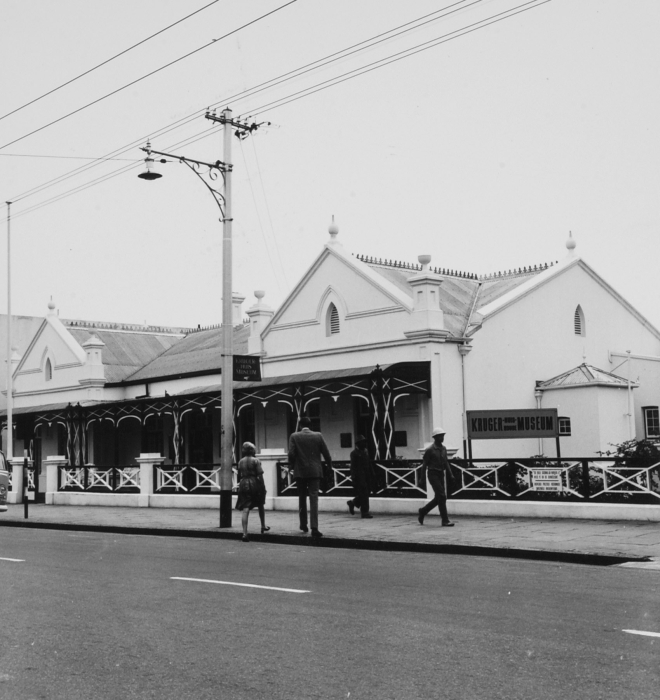
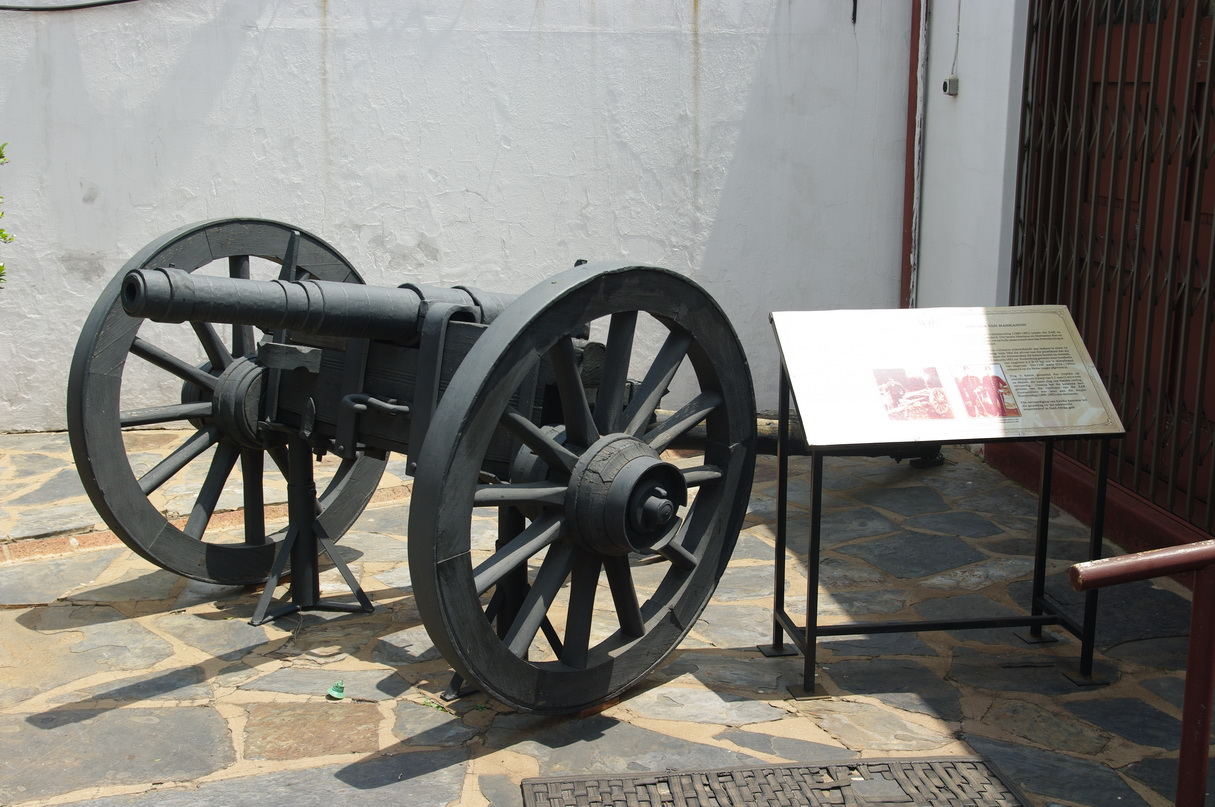